# منطقه تاریخی اقیانوس آرام آسیایی

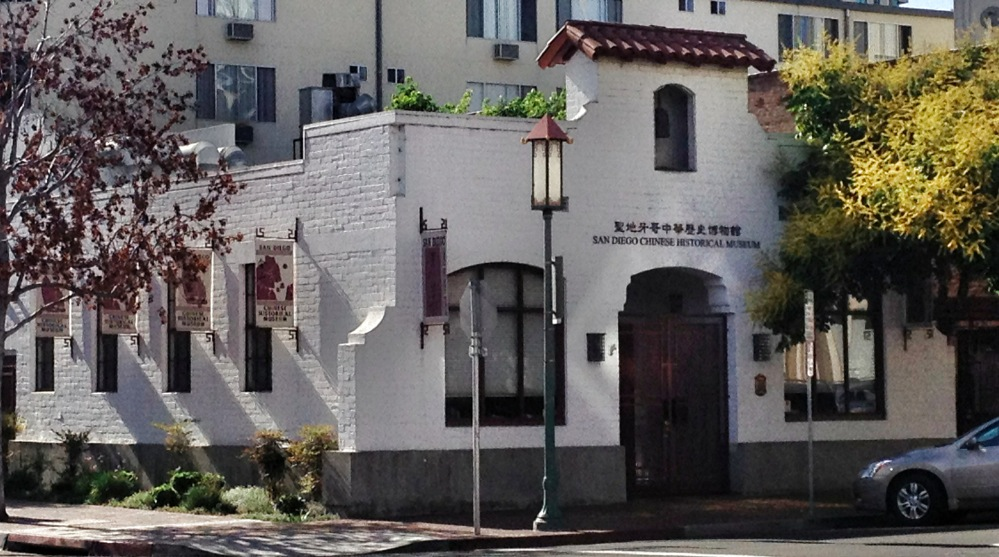
موزه تاریخی چینی سن دیگو

منطقه تاریخی اقیانوس آرام آسیایی (انگلیسی: Asian Pacific Thematic Historic District)، محله تاریخی چینی‌ها در سن دیگو  است.